# Kajetan Potocki (kanonik)
Kajetan Potocki (ur. 31 stycznia 1751 w Siemianówce  – zm. 24 kwietnia 1814 w Buczaczu) – polski duchowny rzymskokatolicki, kanonik, właściciel dóbr ziemskich, z pochodzenia hrabia.

## Życiorys
Urodził się w rodzinie Józefa Potockiego (zm. 1764), właściciela m.in. Siemianówki oraz pobliskich Monasterzysk, przyszłego kasztelana lwowskiego oraz jego drugiej żony Pelagii z Potockich (córka Jerzego Potockiego, starosty grabowieckiego i tłumackiego).

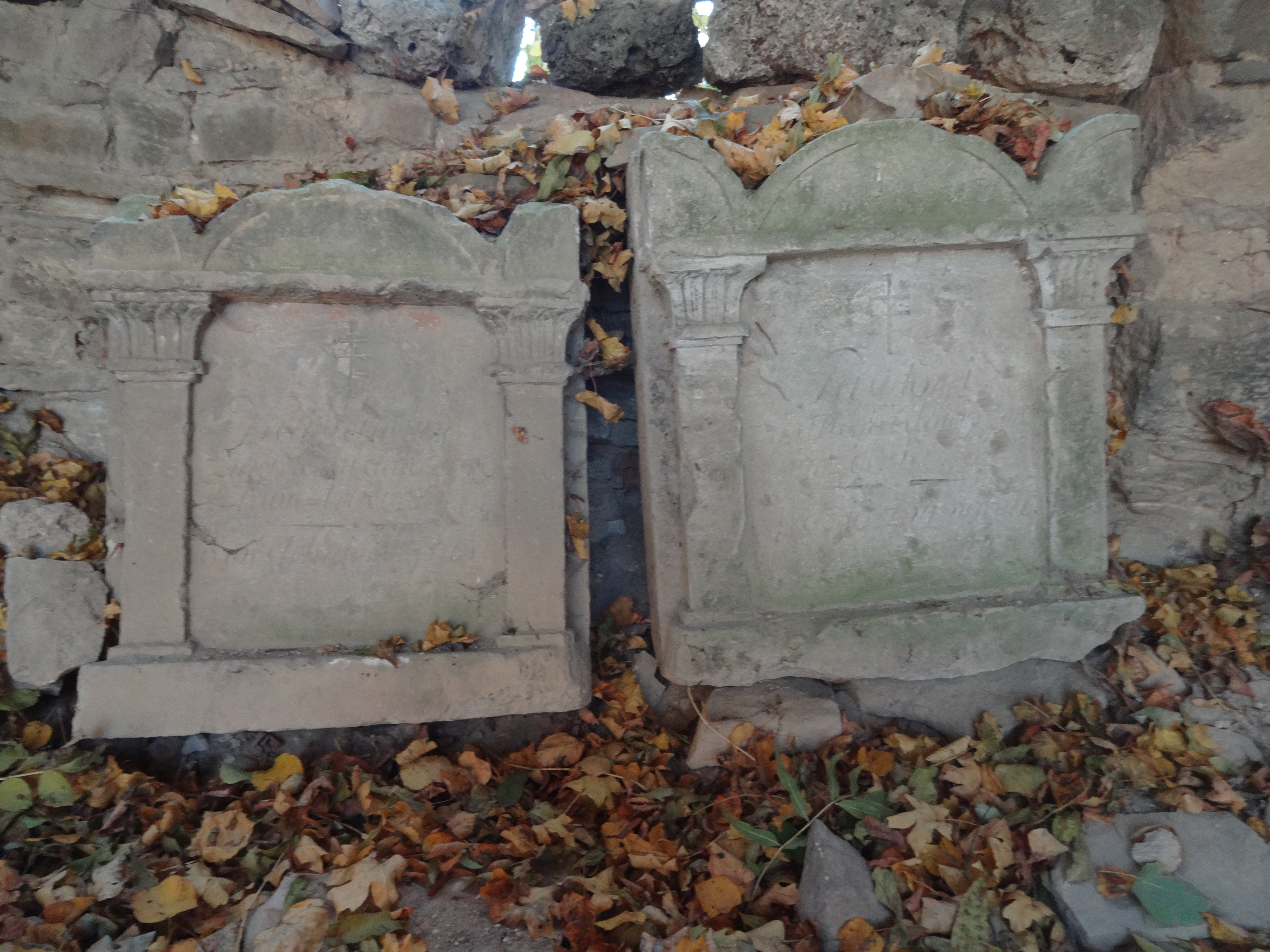
Płyty nagrobne braci Potockich w kaplicy Potockich, 2015

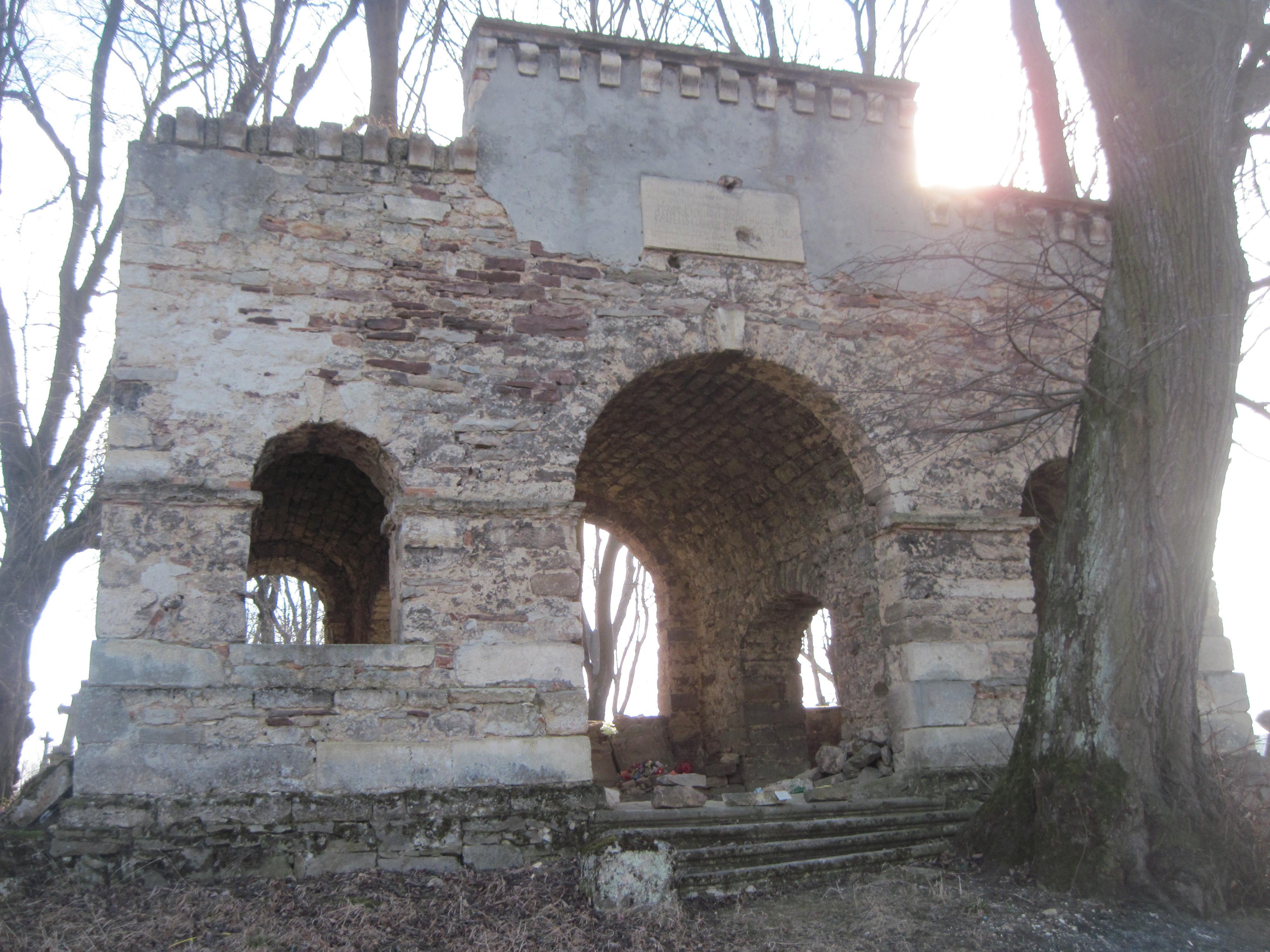
Fasada kaplicy Potockich, 2015

Po śmierci ojca wraz z braćmi Pawłem (bliźniakiem) i Janem umieszczony został w kolegium lwowskim, gdzie guwernerował im Grzegorz Piramowicz, polski duchowny rzymskokatolicki, kaznodzieja oraz pedagog pochodzenia ormiańskiego. W 1767 wraz z braćmi wyjechał w podróż edukacyjną do Włoch (m.in. nauczał się na Papieskim Uniwersytecie Gregoriańskim) i Francji pod opieką ks. Grzegorza Piramowicza. Od września 1770 przebywał wraz z bratem-bliźniakiem Pawłem w Pont-à-Mousson w Lotaryngii, gdzie kształcili się na księży (w tym przejeździe zwiedzali Marsylię). Święcenia kapłańskie wraz z bratem Pawłem (później został proboszczem Buczacza doktorem obojga praw) otrzymał w 1774 r., potem został kanonikiem katedr gnieźnieńskiej i krakowskiej, proboszczem w Stanisławowie (podobno do 1810 r.).
Mikołaj Bazyli Potocki, starosta kaniowski, zapisał dobra Wielkie Oczy w województwie ruskim położone, dobra klucz «Rochmanowski» w województwie wołyńskim, klucz milanowski w województwie lubelskim synowcowi swemu ks. Kajetanowi Potockiemu, kanonikowi katedralnemu krakowskiemu. Był właścicielem dóbr ziemskich miasta Buczacza, wsi Podzameczek z przyległościami Nagórzanka, Garwoniec, Korolówka, wsi Soroki.
14 kwietnia 1814 w Buczaczu sporządził swój testament. Według epitafium, znajdującego się w kaplicy grobowej, zmarł 24 kwietnia 1814. Pochowany został w grobowcu zbudowanej przez siebie kaplicy cmentarnej na cmentarzu miejskim na wzgorzu Fedor w Buczaczu, obok zmarłego w 1818 r. brata Pawła. Szczątki braci-bliźniaków zostały sprofanowane po II wojnie światowej w okresie bolszewickim. Ich serca przechowywane są obecnie w kościele parafialnym w Buczaczu.